# サンマルコからボンジョルノ
『サンマルコからボンジョルノ』は、近畿放送（現：京都放送）で放送されたラジオ番組。通称は「ボンジョルノ」。スポンサーは春陽堂が京都府内に展開していたピザ・パスタ料理店「サンマルコ」となっていた。

## 概要
1971年から月曜日 - 土曜日に10分間放送するミニ番組としてスタート。当初はイタリアの観光や流行情報をヨーロッパのポップ・ミュージックなどを織り交ぜて紹介する番組であった。
1974年春に月曜日20時30分に移行してからは、リスナーから募ったコミカルなはがきを紹介するスタイルとなる。番組内で採用されたはがきには賞品としてスポンサーであるサンマルコの食事券が贈られた。さらに、優秀な作品にはサンマルコのペンダントが賞品となっていた。1978年3月に放送を終了した。

## 出演者
- 小杉征義
- 岡本裕美（岩崎裕美）
- 植月百枝（岡本裕美降板後から担当）

## 差別ペンネーム事件
1977年秋ごろの放送でリスナーの投稿ハガキに「エタ・ヒニン君」と書かれたペンネームを小杉が読み上げたことがあり、番組終了後の1980年3月に部落解放同盟から抗議を受けた。